# Wolfgang Behrend

Das Auge – das Markenzeichen von Wolfgang Behrend

Wolfgang Behrend (* 8. Juni 1944 in Hamburg; † 24. September 2015) war ein deutscher Maler, Zeichner, Illustrator und Fotograf.

## Leben
Behrend besuchte die Mittelschule in Hamburg bis zum Abschluss der 10. Klasse. 1961 begann er eine Lehre als Kartograf am Deutschen Hydrografischen Institut. Seine Ausbildung beendete er im Jahre 1964. Anschließend leistete er seinen Wehrdienst in Neumünster. Danach arbeitete Wolfgang Behrend bis 1968 wieder im Hydrografischen Institut in Hamburg. 1968 eröffnete er einen Antiquitätenhandel in Hamburg-Eppendorf, den er bis 1973 führte.
In dieser Zeit prägte sich seine Kunstrichtung. Durch autodidaktische Studien näherte sich Behrend immer mehr der Wiener Schule des Phantastischen Realismus, war beeindruckt von den Werken von Ernst Fuchs und Rudolf Hausner, aber auch von Horst Janssen und Dalí. Die möglichst genaue Darstellung der Wirklichkeit, aber auch die Gestaltung phantastisch-unwirklicher Kreationen bestimmten die entstandenen Bilder, die mit Ölfarbe, Schwarz-weiß-Zeichnungen, Farbstiften, Mischtechniken mit Acrylfarben und Airbrush gemalt waren. 1974 ergaben sich die ersten Einzelausstellungen in Galerien in Berlin und München.
Behrend traf dann 1975 eine Entscheidung für die Kunst und zur Aufgabe des Geschäfts. Er bezog ein Künstlerdomizil, in dem er als freier Künstler arbeitete und damit seinen Lebensunterhalt verdiente. 1976 zog er in eine WG mit Studenten der HfBK Hamburg. Nebenbei entstanden in dieser Zeit Illustrationen für Lebensmittelverpackungen und erste Schallplattencover für die Deutsche Grammophon Gesellschaft. Während dieser Zeit lernte er den Fotografen David Hamilton kennen und es entstanden Kontakte nach Frankreich. 1978 zog Behrends Lebensgefährtin Helga mit in die WG, 1979 wurde die Tochter Katharina geboren. Ende der 1970er Jahre lernte er Gunter Sachs kennen, einen Bewunderer seiner Kunst. 1981 zog die kleine Familie nach Dreggers, um einen alten Bauernresthof wieder aufzubauen. 1983 wurde der Sohn Philipp geboren.
Der künstlerische Stil näherte sich dem Realismus. In den folgenden Jahren kamen zu den Ausstellungen mit freien Arbeiten Aufträge des Verlages Gruner + Jahr für die Zeitschrift Brigitte und für zwei Titelbilder für die Illustrierte Stern. In Paris arbeitete er für Werbeagenturen und entwarf Illustrationen und Bilder für Cartier und Celine.
1986 entstand der Kontakt zum Magazin Der Spiegel. Durch diese Zusammenarbeit entstanden bis 1998 etwa 85 Titelillustrationen für den Spiegel, von denen 25 als Titelbild erschienen, und etwa 30 für Spiegel special, davon fünf als Titelbild und etwa zehn im Innenteil erschienen. Dazu kam in den Jahren bis 1997 die Gestaltung von Platten und Videocovern. Es entstanden Buchillustrationen, Porträts und freie Arbeiten in der ländlichen Abgeschiedenheit von Dreggers. Seine künstlerischen Erfahrungen gab er als Dozent für Aktmalerei in der VHS Bad Segeberg weiter. 1991 lernte er dabei Peter Hick kennen, woraus eine Zusammenarbeit für die Störtebeker-Festspiele entstand.
2000 zog Behrend nach Jarnitz auf Rügen. Neben seiner Arbeit für die Festspiele erweiterte sich Behrends Schaffen um Aktfotografie. Sein Hauptarbeitsmittel für die Bildbearbeitung und Illustration war der Computer. Im Rechner gezeichnet sind auch Skatspiele, ein Rommespiel und ein Quartett.
Behrends Bilder befinden sich im Besitz der Stadt Bad Segeberg, der Stadt Burghausen, im Erotic Art Museum Hamburg, Museum für Kunst und Gewerbe in Hamburg, im Besitz der Erben von Gunter Sachs, David Hamilton, O. Dassault und von Fürst Rainier III. von Monaco.